# 志摩市立的矢中学校
志摩市立的矢中学校（しましりつまとやちゅうがっこう）は、三重県志摩市磯部町的矢にあった公立の中学校。通称は的中（まとちゅう）。志摩市の当初の計画では志摩市立磯部中学校へ統合する予定であったが、2013年（平成25年）3月31日に志摩市立文岡中学校に統合され、閉校した。
2009年（平成21年）5月現在の生徒数は36人で志摩市内の中学校で最も少なかった。閉校直前の2013年（平成25年）3月1日の生徒数は23人であった。

## 概要
「地域に根ざし、地域や保護者とともにふるさとを誇りに感じ、生き生きと活動する生徒の育成」を目指し、地域住民とのふれあいを総合的な学習の時間に取り入れていた。放課後に部活動に所属していない生徒などのために図書室を学習室として開放し、数名の教師が常駐して生徒の学習や内面を支える活動を行っていた。小規模校のため1人ひとりの責任が重くなる半面、全校生徒は気心が知れた関係にあった。
志摩市立的矢小学校と隣接しており、小学校と運動場と体育館を共有していた。校地は的矢地区の小高い丘の上にあった。また学校行事を小中合同で行うことがあり、相互の連携が取られていた。
1979年（昭和54年）に移転するまで使われていた旧校地は「みんなの森」として整備され、郷土出身の俳人・嶋田的浦の句碑が設置されている。

## 沿革

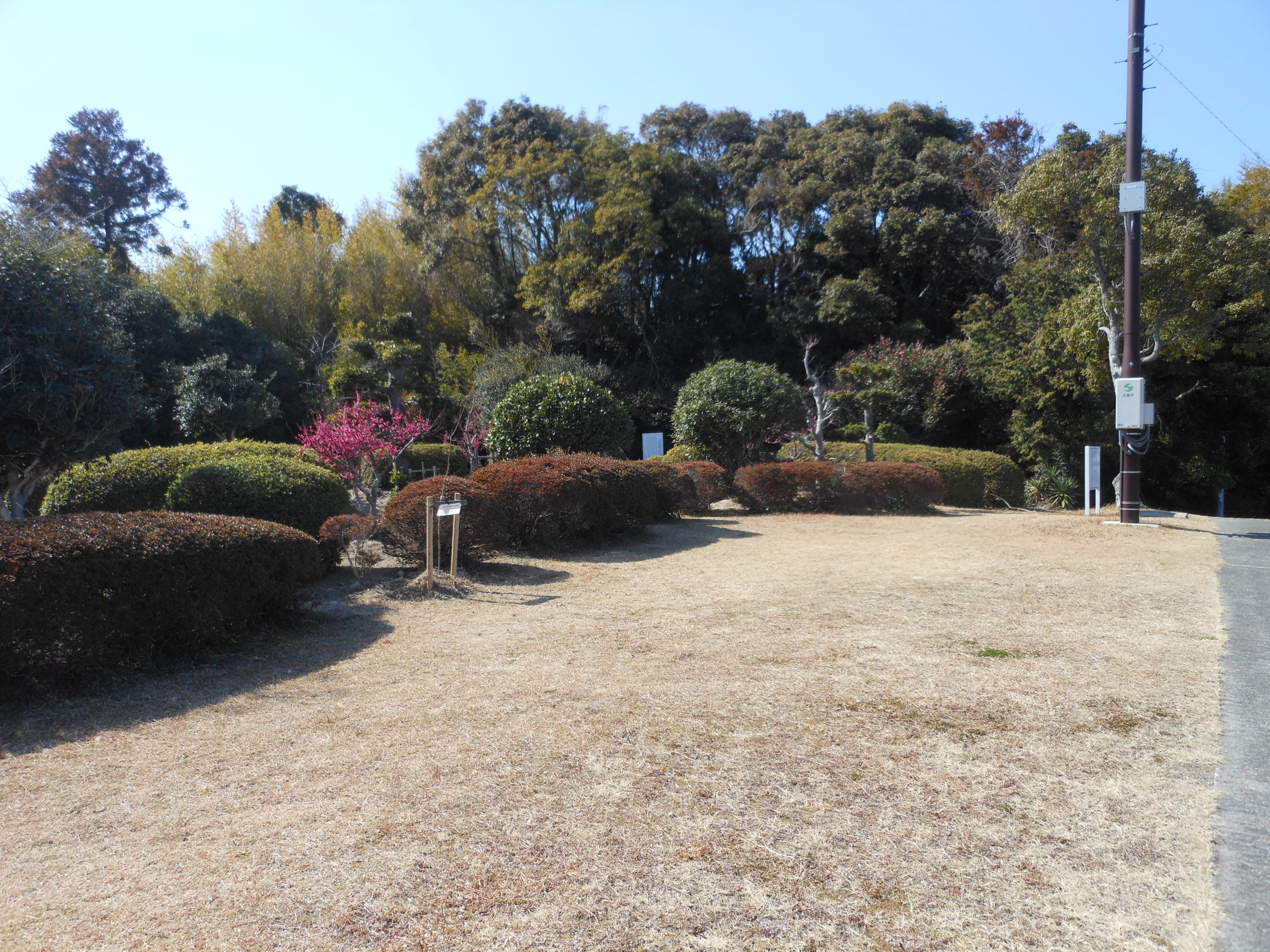
旧校地の「みんなの森」

- 1947年（昭和22年）5月3日 - 的矢村立的矢中学校として設立。
- 1948年（昭和23年）
  - 1月20日 - PTAが発足[7]。
  - 4月8日 - 校舎竣工式を挙行。同年、第一校舎が完成。
  - 5月 - 磯部村立磯部中学校との統合問題が発生。
  - 6月30日 - 三重県が的矢中学校の「永久独立」を認可。この日を創立記念日とする。
- 1955年（昭和30年）2月11日 - 市町村合併により、磯部町立的矢中学校となる。
- 1961年（昭和36年） - 第三校舎、運動場拡張工事完成。
- 1963年（昭和38年） - 技術科教室完成。
- 1972年（昭和47年）4月 - 学校給食が開始。同年、「準へき地校」に指定される[8]。
- 1978年（昭和53年） - 校舎移転新築工事開始。
- 1979年（昭和54年）2月20日 - 校地移転、新校舎・体育館落成[9]。同年、旧校地が「みんなの森」となる[10]。
- 1981年（昭和56年）4月4日 - 旧校地「みんなの森」に嶋田的浦の句碑が建立される[11]。
- 1988年（昭和63年） - 当時の文部省により同和教育研究推進指定。（1990年まで）
- 2004年（平成16年）10月1日 - 市町村合併により、志摩市立的矢中学校になる。
- 2013年（平成25年）
  - 3月24日 - 約200名が出席し、閉校式を挙行[2]。
  - 3月31日 - 閉校[2]。

### 閉校後
閉校後の2018年（平成30年）2月から3月にかけて、志摩市はサウンディング型市場調査を実施し、的矢小学校・的矢中学校・成基小学校の跡地利用について民間から意見を募集した。調査には2事業者が参加したが、両事業者は成基小学校の跡地利用にのみ意見を出し、的矢小・中学校に関しては提案しなかった。
2020年（令和2年）度に志摩市教育委員会教育総務課が解体工事を発注し、解体された。

## 教育の特色
2010年（平成22年）から、地元の漁師が行っている的矢湾のアマモ場の保存・再生事業に、環境教育と絡めて積極的に関わっていた。アマモを含む藻場は「海のゆりかご」と呼ばれ、稚魚の生育に必要な環境である。2010年は1年生のみの活動であったが、2011年からは全校に拡大した。
的矢中学校は2011年（平成23年）2月17日に鳥羽市の海の博物館で開かれた、「アマモ場の再生を目指して－漁業者と参加中学生の交流」に参加した。この会には、生浦湾で同じくアマモ場再生を行っている鳥羽市立鏡浦中学校や漁業関係者、三重大学生物資源学部の教授ら約120名が参加し、地域間・世代間を越えた交流が行われた。

## 旧通学区
的矢小学校区と同じであった。離島の渡鹿野地区と的矢地区対岸の三ヶ所地区の生徒は、「県道船」と呼ばれる無料の渡し船を利用して通学していた。（三重県道750号阿児磯部鳥羽線を参照。）
- 磯部町的矢
- 磯部町三ヶ所
- 磯部町渡鹿野

## 校歌
- 作詞：宮沢威博
- 作曲：鈴木寛

## 部活動
バレーボール部（男子・女子）のみであった。生徒はバレー部に加入するか否かを選択した。

### 過去の成績
- 2005年（平成17年）3月 - 東海大会準優勝（男子）[3]。

## 卒業生
閉校までに1,786人が卒業した。